# ジュリアーノ・ダ・サンガッロ

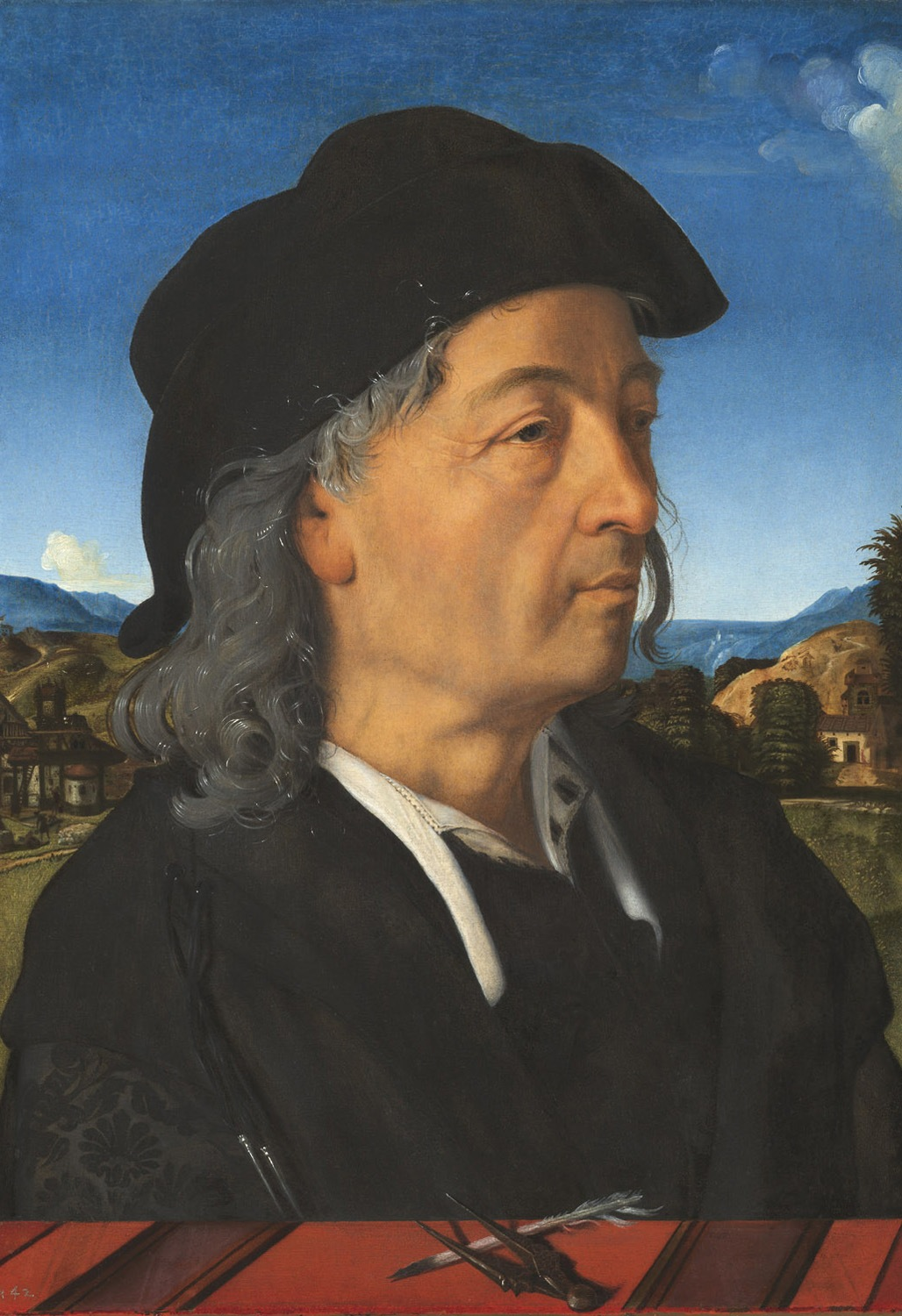
ジュリアーノ・ダ・サンガッロの肖像（ピエロ・ディ・コジモ画）

ジュリアーノ・ダ・サンガッロ（Giuliano da Sangallo、1445年 - 1516年10月20日）は、初期ルネサンスのイタリアの建築家、彫刻家、および造兵技師。革新的な建築家ではなかったが、初期から盛期に至るルネサンスのデザインを継承した。

## 生涯
フランチェスコ・ディ・パオロ・ジャンベルティの子としてフィレンツェに生まれる。彼の父親は木工職人であり、コジモ・デ・メディチと緊密な関係を持って、建築をおこなった人物としても知られた。 建築家、彫刻家、技師を輩出したサンガッロ家の人間であり、弟のアントニオ（イル・ヴェッキオ）と甥のアントニオ（イル・ジョヴァネ）も優れた建築家として活躍している。弟とともに城塞建築家兼木細工師のフランチェスコ・ディ・ジョヴァンニ・ディ・フランチェスコに弟子入りする。
フランチェスコを含む数人に依頼されたヴィラの設計案のうちジュリアーノのものがロレンツォ・デ・メディチの目にとまったことで彼に仕え、1480年には、ヴィラ・メディチ（ヴィラ・デル・ポッジョ・ア・カイヤーノ）の建設を任命された。親善政策の一環としてナポリに赴くが、数年後にフィレンツェに帰郷し、ロレンツォ・デ・メディチの名によっていくつかの建築の設計に携わった。ロレンツォ没後もメディチ家に奉仕し、アントニオとともにポッジボンシのポッジョ・インペリアーレ城塞の建設を行った。1484年には、プラートの熱狂的な聖母崇拝に対応するために計画されたサンタ・マリア・デッレ・カールチェリ聖堂の設計を、また、1489年に着工したパラッツォ・ストロッツィの計画にも携わったとされるが、これについては、彼がどの程度貢献したかについて疑念が持たれている。
1491年にはパラッツォ・ゴンディの設計を行っているが、1492年、再びフィレンツェの親善政策として今度はミラノに赴き、ここでレオナルド・ダ・ヴィンチと会談している。ミラノを去った後、1499年から1500年まで、ロレートにおいてジュリアーノ・ダ・マイアーノが着手しながら工事が中断されていたマドンナ聖堂の円蓋工事の指揮をとった。この工事は、その後フランチェスコ・ディ・ジョルジョ・マルティーニ、ドナト・ブラマンテ、アンドレア・サンソヴィーノらも携わることになる。

以後、ジュリアーノはフィレンツェ、ローマを忙しく行き来し、様々な計画に携わった。ローマでは、1514年にサンタ・マリア・デラニマ教会の設計に従事するが、特に重要なものは1505年にドナト・ブラマンテとともに行ったサン・ピエトロ大聖堂の実測調査である。建設計画ではドナト・ブラマンテの案に敗れたが1514年から1515年まで、大聖堂の補佐建築家の地位にあった。
1516年、フィレンツェで没し、サンタ・マリア・ノヴェッラ聖堂に葬られた。

## 主要作品
- 1480年着工・1485年完成　ヴィラ・メディチ（ヴィラ・デル・ポッジョ・ア・カイヤーノ）（フィレンツェ）
- 1484年着工・1491年完成　サンタ・マリア・デッレ・カールチェリ聖堂（プラート）
- 1489年着工・1495年完成　サント・スピリト聖堂の聖器室（フィレンツェ）
- 1489年着工・1539年完成　パラッツォ・ストロッツィ？（フィレンツェ）
- 1491年着工・1501年完成　パラッツォ・ゴンディ（フィレンツェ）
- 1514年設計　サンタ・マリア・デラニマ教会（ローマ）
- 1515年設計　サン・ロレンツォ教会のファサード計画案（ローマ）

## 書籍
- ピーター・マレー著　桐敷真次郎訳『図説世界建築史　ルネサンス建築』（本の友社）
- ジョルジョ・ヴァザーリ著　森田義之監訳『ルネサンス彫刻家建築家列伝』（白水社）
- ニコラス・ペヴスナー他著　鈴木博之監訳『世界建築辞典』（鹿島出版会）